# Erdődyové

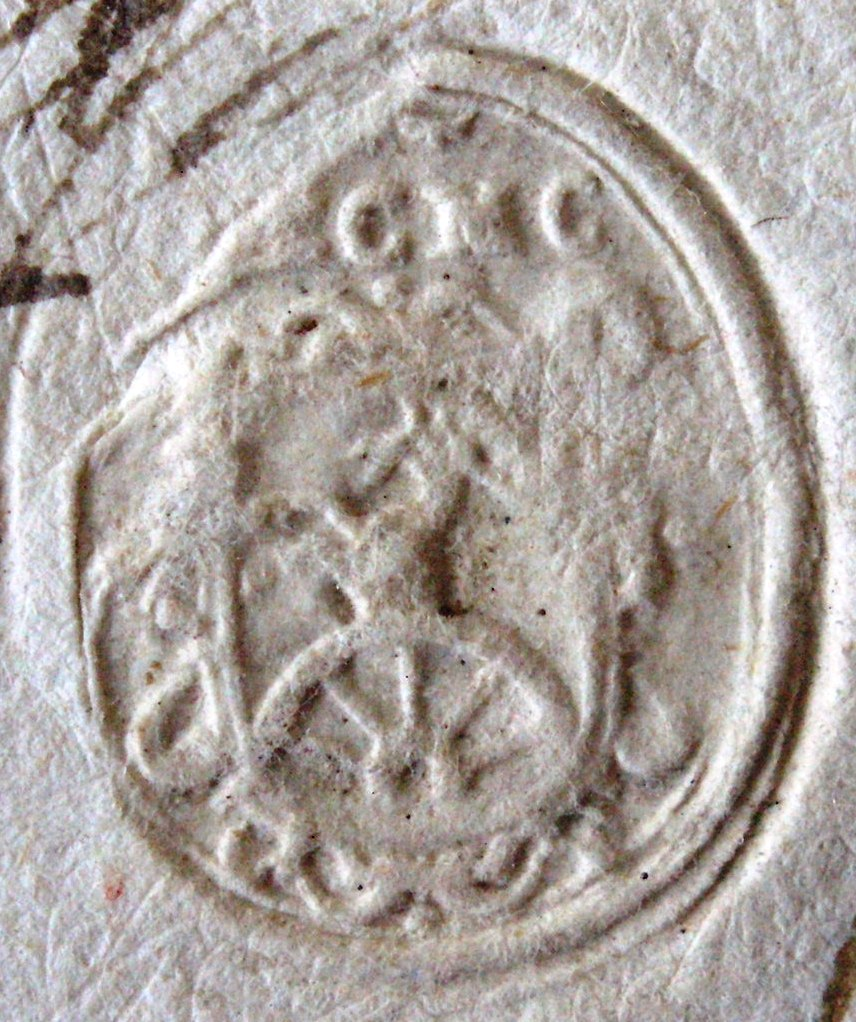
Tomáš z Erdődy, 1608 Bratislava.

Erdődyové (maďarsky Erdődy család) jsou uherský šlechtický rod s původem v obci Ardud (maďarsky Erdőd) na území dnešního Rumunska. Někteří členové rodu žijí dodnes.

## Původ rodu

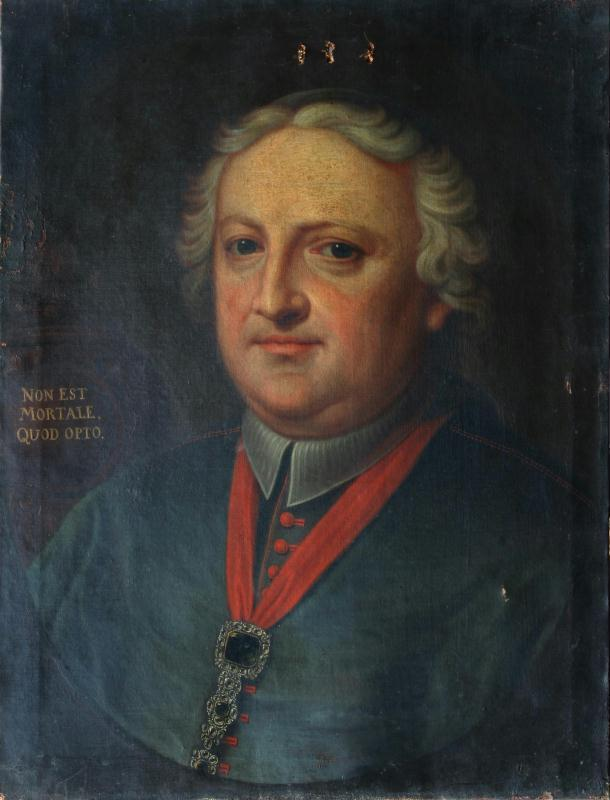
Biskup Gabriel Antonín z Erdődu

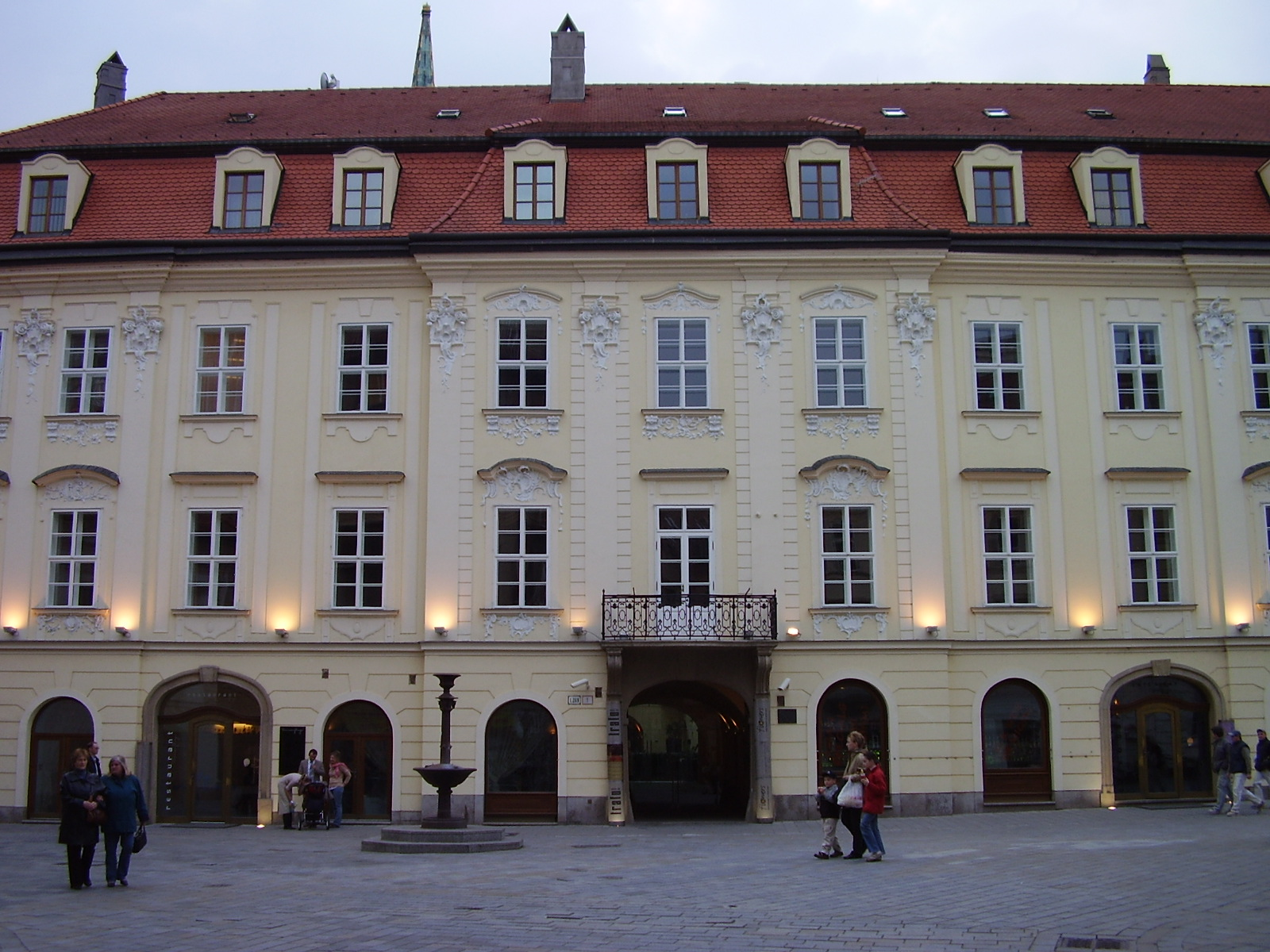
Palác Erdődyů ve Ventúrské ulici v Bratislavě

Rod je poprvé zmiňován v roce 1187 jako Bakoch de Genere Erdewd v obci Erdőd (rumunsky Ardud), v Szatmárské župě, na pomezí dnešního Maďarska a Rumunska.
Z tohoto rodu pocházel také kardinál Tomáš Bakač z Erdődy (Tamás Bakócz, 1442-1521), uherský primas. Ten byl také kancléřem krále Matyáše Korvína, ostřihomským arcibiskupem, biskupem v Egeru, patriarchou konstantinopolským. V roce 1513 získal při volbě papeže jen o několik hlasů méně než Giovanni Lorenzo Medicejský, který se stal novou hlavou katolické církve jako Lev X.
Tomáš šlechtictví obnovil, nikoli získal, pro své bratry. Již v roce 1316 je listinně doložen Magister Thomas Filius Magistri Nicolae de genere Erdödy.
Jako první začíná používat příjmení Erdődy s přídomkem de Monyorókerék et Monoszló Petr Erdődy v roce 1526. Erb rodu Bakócz, půlkolo s jelenem v modrém pozadí, získává sňatkem (s Klárou Bakóczovou) rod Pálffy s přídomkem ab Erdődy.

## Historie
Rod Erdődy de Monyorókerék et Monoszló je nejstarším žijícím hraběcím rodem Uherska. Listinou vydanou 25. listopadu 1511 králem Vladislavem II. získali titul hrabě jako jediný rod před vládou Habsburků kromě rodů, které již vymřely (např. Szentgyörgyi, Bazini, Fraknói, Szepesi (Szapolyai), Besztercei (Hunyadi, Geréb), apod.). V době panování Ferdinanda I. Habsburského byl Petr I. hlavním královským komorníkem a hlavním loveckým mistrem. Prožil život v pohnutých časech a před svou smrtí v roce 1543 se uchýlil do Itálie, kde také zemřel.
Jeho syn, již zmíněný Petr II., byl dvakrát ženatý. Poprvé s Markétou de Tahy a podruhé s Barborou Alapyovou. Byl chorvatským a dalmatským bánem. V roce 1547 se zúčastnil vojenské výpravy a za získané zásluhy ho Ferdinand v Praze učinil Rytířem zlaté ostruhy (lat. Euges auratus). V bojích s Turky v roce 1553 s Györgyem Frangepánem porazili tureckou armádu. Petr II. dekretem z 11. října 1565 získává pro sebe a pro své potomstvo od císaře Maxmiliána II. Habsburského titul hraběte říše římskoněmecké a o rok později také titul knížecí. Petr II. zemřel v roce 1567. Měl dva syny: Tomáše I. a Petra III., jimž císař Rudolf II. dekretem z 26. února 1580 znovu potvrdil knížecí titul. V roce 1607 Tomáš I. († 1624) získal Varaždinskou župu jako dědičnou župu pro sebe a své potomstvo. Tehdy se rod začal dělit na dvě větve. Potomci Tomáše žije dodnes.
Rod patřil mezi největší pozemkové vlastníky v habsburské monarchii, drželi mnoho panství v západních Uhrách a v Chorvatsku, což z nich činilo magnáty. Palác Erdődyů ve Vídni, který Erdődyové zakoupili od Esterházyů, byl během bombardování za druhé světové války poškozen a následně musel být v roce 1955 stržen. Další paláce měl rod také v Bratislavě (Erdődyho palác ve Ventúrské a palác v Godrově ulici),

## Osobnosti rodu
- Petr „Venetianus“ z Erdődy (1484–1543)
- Tomáš Bakač z Erdődy, krátce biskupem záhřebským v roce 1511, primas uherský a kardinál
- Petr II. (1504–1567), říšský hrabě a kníže, první chorvatský bán z tohoto rodu
- Jan Bakač z Erdődy, zvolený biskup záhřebský v letech 1511–1518
- Šimon Bakač z Erdődy, biskup záhřebský v letech 1519–1543
- Tomáš (Tamás/Toma) z Erdődy (1558–1624), syn Petra II., chorvatský bán
- Mikuláš z Erdődy († 1693)
- Jiří Leopold z Erdődy (1674–1758)
- Gabriel Antonín z Erdődu (1684–1744), jágerský biskup
- Jan Nepomuk z Erdődy (1733–1806) chorvatský bán, polní maršál a politik
- Josef z Erdődy (1754–1824) – rytíř řádu zlatého rouna, mecenáš Josepha Haydna (dedikant Erdődyho kvartetů)
- Anna Marie z Erdődy roz. Nicky (1779–1837), manželka Petra z Erdődy, blízká důvěrnice Ludwiga van Beethovena a jedna z jeho možných múz, „nehynoucí láska“.[1]
- Alexandr Lajos z Erdődy (1802–1881) politik, antropolog, malíř, básník, člen Batthyányho a Kossuthovy vlády, kterou však opustil kvůli jejím extremistickým názorům.
- Štěpán (István) z Erdődy (1813–1896) zprostředkovate rakousko-uherského smíru z roku 1848
- Sidonija z Erdődy Rubido (1819–1884) operní pěvkyně
- František (Ferenc) Xaver z Erdődy (1830–1896)
- Štěpán (István/Stjepan) z Erdődy (1848–1922) politik, poslední vlastník panství Jastrebarsko
- Tomáš z Erdődy (1886–1931) Aide-de-camp, kamarád z dětství posledního císaře Karla I.